# Campionato italiano di Formula 3
Il Campionato Italiano Formula 3 è stata una competizione automobilistica che si è corsa negli anni 1964-1966 e ininterrottamente dal 1968 al 2012. Negli anni settanta e ottanta è stato il trampolino di lancio in Formula 1 per numerosi piloti. Nel 2014 è stato sostituito dal nuovo campionato Italiano di Formula 4.

## Storia

### Gli albori
Il primo campionato italiano di Formula 3 si svolse appunto nel 1964 e vide la vittoria di Giacomo "Geki" Russo, al volante dell'italiana De Sanctis-Ford. Vista la penuria di autodromi permanenti che c'era nell'Italia dell'epoca (sostanzialmente c'erano Monza, Enna, Vallelunga - che era più corto dell'attuale e si correva in senso antiorario - e il neonato circuito di Imola) il calendario del campionato prevedeva diverse gare su circuiti cittadini. Tra essi vi erano il circuito del Garda, che si snodava in 16,4 km tortuosi che toccavano Salò, Brolo, Tormini, Cunettone e Zette, il famigerato circuito stradale del Mugello (tanto caro a Enzo Ferrari, infatti si dice che assunse Merzario proprio dopo averlo visto trionfare all'ultime due edizioni del Mugello nel 1969 e nel 1970) 65 km di saliscendi dove persino in rettilineo bisognava sempre tenere il volante ben saldo fra le mani perché era a dorso d'asino e la macchina schizzava via da tutte le parti e il tristemente noto Circuito di Caserta. Nelle prime tre edizioni a contendersi il titolo c'erano piloti come Andrea De Adamich che vinse con una Brabham l'edizione del 1965, Ernesto Brambilla anch'egli su Brabham che vinse l'edizione del 1966 e fu protagonista del campionato fino ai primi anni 70, Carlo Facetti (Brabham), Corrado Manfredini (con l'italiana Wainer del Mantovano Gianfranco «Wainer» Mantovani), Giorgio Pianta (Lola), Enzo Corti (BWA), Bellasi alla guida della sua stessa monoposto o l'ex pilota di Formula 1 Giancarlo Baghetti e un nutrito gruppo di piloti stranieri come Jean Blanc (Lotus), Clay Regazzoni (Tecno) e Jonathan Williams (De Santcis).

### La tragedia di Caserta
Il primo spartiacque nella storia del campionato si ebbe il 18 giugno 1967, quando in un terribile incidente avvenuto durante il Gran Premio di Caserta, persero la vita lo svizzero Beat Fehr e i due italiani "Tiger" e "Geki" Russo. L'incidente scatenò violente reazioni contro le corse, che all'epoca erano molto mal viste a causa delle molto precarie condizioni di sicurezza sia delle monoposto che dei circuiti e bisogna tenere presente che meno di un mese prima a Monza, anche se non a causa di un incidente di gara ma per un serbatoio mal saldato, era morto Boley Pittard. Gli eventi di Caserta causarono la soppressione dell'edizione 1967 del campionato (che di fatto non assegnò il titolo) e la cancellazione dai calendari di tutte le corse stradali.

### L'era Tecno
Con la ripresa del Campionato si aprì l'era Tecno. La casa costruttrice bolognese, che poi si fece onore anche in Formula 2 vincendo un titolo con Regazzoni e che con estremo coraggio arrivò fino alla Formula 1 con una monoposto interamente costruita a Bologna (motore 12 cilindri boxer compreso), vinse 4 titoli di seguito con Bernabei, Picchi, Salvati e Naddeo e spopolava anche a livello europeo grazie a piloti del calibro di Ronnie Peterson e François Cevert. La concorrenza nel mercato interno era formata dalle solite temibili Brabham, la Lotus, la Chevron più monoposto di piccoli artigiani di cui si sono perse le tracce come la Silva o la Titan.

### La Formula Corsa 3
Il problema di chi vinceva il titolo in Italia era che difficilmente trovava sbocchi professionistici. Infatti, a parte De Adamich e per un paio di gare "Geki", nessun altro campione italiano di F3 era riuscito ad arrivare in Formula 1 e per molti piloti persino la Formula 2 era una chimera. Nel 1972 si ebbe un'inversione di tendenza con la conquista del campionato da parte di Vittorio Brambilla, che nel giro di un paio di stagioni arrivò prima a vincere alcune gare dell'europeo di Formula 2 (impresa fino ad allora riuscita solo al fratello Ernesto e a De Adamich, che però vinse in Argentina in gare non valide per l'europeo) e poi addirittura a vincere in Formula 1 nel Gran Premio d'Austria 1975. Da notare che nel campionato 1972 ci furono diverse novità: il parco circuiti si era ampliato con le gare di Varano e Misano poi per un'antipatica questione regolamentare il campionato fu rinominato Formula Corsa 3. L'europeo di Formula 2 era passato alla cilindrata di 2 litri e a livello europeo anche la Formula 3 voleva aumentare la potenza dei motori. In Italia però la federazione nazionale varò un proprio regolamento tecnico che però creò grossi problemi quando si trattava di confrontarsi con i concorrenti stranieri nelle più prestigiose gare estere (ad esempio Montecarlo) o quando i migliori stranieri venivano a partecipare alle gare più importanti dell'italiano (come Monza): fortunatamente l'esperimento durò solo una stagione. Il campionato comunque visse un'emozionante sfida fra il già citato Brambilla (che inizio la stagione con la vecchia Birel, poi passò alla Brabham BT38 che si rivelò difficile da mettere a punto, per poi concludere con la più collaudata Brabham BT35) e Carlo Giorgio (anche lui alternatosi fra la complicata BT38 e l'affidabile BT35). Ottennero vittorie anche Alessandro Pesenti Rossi, Pino Pica, Claudio Francisci, e lo svizzero Pescia, mentre si fecero notare Lella Lombardi, Alberto Colombo e Luigi Fontanesi. Ultimi scampoli di gloria per Ernesto Brambilla che nella gara di Misano arrivò secondo alle spalle del fratello, e per Rodolfo (Rudy) Chimenti che dopo alterne fortune approdò alla F2.

### Arrivano Formula Italia e l'Euro F3
Fra il 1972 e il 1976 successero diversi eventi che fecero sì che il campionato italiano di Formula 3 diventasse sempre di più un passaggio obbligatorio per il professionismo. Nel 1972 nacque la Formula Italia che divenne ben presto una palestra indispensabile per chi dal kart voleva passare in Formula 3. Piloti come Giancarlo Martini, Bruno Giacomelli o Siegfried Stohr, che vinsero le prime edizioni, infatti debuttarono in F3 dimostrandosi subito competitivi. Contemporaneamente in Italia si cominciò a parlare di nazionale italiana di F2. Di colpo, dopo che per tanti anni i piloti tendevano a vedere il campionato di F3 come un punto arrivo della propria carriera tutti si misero in bocca la parola Formula 2. L'autunno del 1973 vide così i migliori talenti della terza formula alternarsi alla guida delle Brabham F2 di proprietà della CSAI, che delegò all'esperto Eugenio Dragoni la scelta dei due candidati ideali. Alla fine furono scelti Flammini e Truffo. Il Programma F2 per vari motivi (dalla prematura morte di Dragoni a problemi organizzativi della CSAI relativi al budget) alla fine fallì, ma ormai il nuovo corso era iniziato. Il campionato del 1973 intanto vide vincere Carlo Giorgio che portò per la prima volta al titolo italiano la March, davanti ad Alberto Colombo e a Claudio Francisci. Colombo, il popolare "capellone di Varedo", si prese la sua rivincita l'anno successivo, facendo suo il titolo davanti a Pesenti Rossi con la GRD e a Sandro Cinotti. Nel 1975 vinto da Luciano Pavesi poi divenuto un team manager apprezzato in F3 e in Formula 3000, davanti a Pesenti Rossi e Brancatelli nacque timidamente il campionato europeo di F3, che poi esplose veramente l'anno successivo con la vittoria di Riccardo Patrese. Il campionato Europeo non tolse importanza all'italiano perché permetteva ai piloti nostrani di confrontarsi nelle gare italiane con i migliori piloti europei.

### Dalla Toyota all'Alfa Romeo

Riccardo Patrese (al centro) festeggia a Magione la vittoria della finalissima e annessa conquista del titolo italiano di F3 per la stagione 1976; con lui sul podio, Oscar Pedersoli (a sinistra) e Lamberto Leoni (a destra).

Nel 1976 oltre al titolo europeo Patrese fece suo anche il campionato italiano, diventando presto protagonista prima in F2 e poi in F1 per diventare uno dei piloti più famosi degli anni ottanta-novanta. Nell'italiano riuscì ad avere la meglio sul coriaceo Ghinzani, mentre nell'europeo dovette fare i conti con Andersson. Il campionato 1977 vide mettersi in luce Elio De Angelis anche lui protagonista poi di un'ottima carriera, terminata tragicamente l, mentre il suo rivale per il titolo Ghinzani vinse l'europeo. A mettersi in luce in quel 1977 anche se non sempre in modo positivo ci fu anche Beppe Gabbiani: considerato dall'ambiente (al pari di De Angelis) un "pilota con la valigia" ma di talento, fu per tutto l'anno protagonista di prestazioni incredibili, affiancate da errori imperdonabili. Sul fronte tecnico a giocarsi il titolo fra le monoposto c'erano la Chevron, la Ralt e la March, mentre cominciava a farsi luce la Dallara che, partendo con una monoposto commissionatagli da Walter Wolf e poi con una dallo sponsor Emiliani, nel giro di pochi anni divenne il telaio più forte del lotto. Per i motori c'era l'egemonia dei Toyota preparati dalla Novamotor di Novara. Il 1978 vide dominare la Chevron del team Trivellato con alla guida il "tedesco di Rimini" Stohr (che poi otterrà buoni risultati in F2), che con una serie brucianti di affermazioni a inizio campionato ebbe la meglio abbastanza facilmente sui toscani Pardini e Chimenti.
Intanto il dominio Toyota fra i motori ebbe il suo epilogo il 18 marzo 1979 quando al via della gara di Vallelunga si presentò al via Piercarlo Ghinzani con la March-Alfa Romeo del team Euroracing. La gara valida sia per l'europeo che per l'italiano, vide vincere infatti il pilota bergamasco. Un discutibile regolamento secondo il quale un pilota che aveva ottenuto punti in F2 non poteva partecipare alla classifica dell'europeo di F3, gli impedì di gareggiare per il titolo. Ghinzani si dovette accontentare del titolo italiano, mentre l'Alfa Romeo dovette rimandare i sogni di gloria europei all'anno successivo.

### Anni di transizione
Fra il 1980 e il 1982 la formula 3 italiana visse un po' all'ombra dell'europeo. Infatti i campionati diventavano sempre più professionali e i piloti migliori del nostro vivaio che partecipavano all'europeo si limitavano a correre solo le gare italiane che avevano valenza europea. Emblematico il caso di Michele Alboreto, già protagonista del campionato italiano del 1979 che nel 1980, dopo un tremendo testa a testa con Thierry Boutsen, riuscì a vincere il titolo con la March-Alfa Romeo del team Euroracing. In Italia si ebbe la prima vittoria della Dallara con il toscano Pardini, che però come il suo rivale Coloni non amava correre all'estero confrontandosi solo nell'ambito nazionale. Il 1981, mentre Mauro Baldi vinceva l'Europeo, in Italia vinse dopo un'appassionante stagione il veterano Bianchi, che riuscì ad avere la meglio sul giovane Paolo Barilla e sul sempre valido Coloni, che con il suo team autogestito riuscì a far suo il titolo nel 1982.

### 1983-1987: dalla fine dell'europeo al boom

Nicola Larini in azione a Monza, su Dallara del team Coloni, durante la vittoriosa stagione 1986 della F3 italiana.

Vinto il titolo nel 1982 Coloni passò a fare il team manager a tempo pieno. Incominciò un periodo in cui il team Coloni prima con i colori della Gulf e poi con la Marlboro si dimostrò il più forte in assoluto. Basti pensare al titolo del 1983 con Ivan Capelli che vinse quasi tutte le gare e poi si ripeté l'anno dopo nell'europeo proprio quell'anno al canto del cigno. Il 1984 arrise a Santin, buon pilota che non ebbe le soddisfazioni che meritava nel resto della sua carriera, mentre nel 1985 per la prima volta vinse uno straniero, anche se di lingua italiana, lo svizzero Forini con la Dallara del team Forti corse, che se la dovette vedere contro piloti come Barbazza, Nicola Larini e Marco Apicella. Proprio questi ultimi due furono i protagonisti del 1986 quando si giocarono con le Dallara-Marlboro del team Coloni il titolo fino all'ultima gara, quando Larini vinse. Nel 1987 il titolo tornò al team Forti che, visto anche il passaggio in F1 di Coloni, divenne il punto di riferimento per la categoria nel triennio successivo. Il suo pilota di punta del 1987 fu il veneziano Bertaggia che riuscì ad avere la meglio su Chiesa.

### Periodo d'oro
La massima espansione della Formula 3 italiana fu indubbiamente fra la fine degli anni 80 e i primi anni 90 e coincise con il declino di altri campionati storici come quello inglese. Nel Triennio 1989-1991 mediamente ad ogni gara c'erano iscritti non meno di 50 piloti, nonostante contemporaneamente si corresse anche un campionato parallelo, quello di Formula 2000 con monoposto con almeno un anno di anzianità, serie che a sua volta aveva griglie di 30-32 monoposto. Il sistema di qualificazione suddivideva in gruppo numero pari e in gruppo numeri dispari i piloti, dando la pole position a chi dei due gruppi avesse fatto il tempo migliore. I non qualificati invece si giocavano gli ultimi 4 posti in griglia, nella gara di ripescaggio che si svolgeva prima della corsa vera e propria. Contando che in certe gare fra la pole position e il primo dei non qualificati c'era poco più di un secondo di distacco si può intuire che livello di competitività ci fosse. E oltre a circuiti come Monza o Imola dove in griglia erano ammessi in 32, c'erano anche gare come Binetto, Varano o Magione, circuiti dalla lunghezza inferiore che non potevano avere griglie con più di 16-18 monoposto a gara. In questo florido periodo a giocarsi il Titolo Italiano c'erano ben tre costruttori di telai (la Dallara, la Reynard e la Ralt) e diverse soluzioni per i motori (Alfa Romeo, Mugen-Honda, VW-Spiess, Opel, Toyota). I team migliori di quel periodo (Forti Corse, Pre. Ma Racing, Rc Motorsport, Pi.Emme Motors, T&T Tatuus, Supercars, Ravarotto) arrivavano a schierare anche 4 piloti a gara, e in alcuni casi a pagare i piloti più esperti per portare a casa risultati. C'era infatti all'epoca una teoria secondo cui per avere successo nella formula 3 italiana occorrevano almeno tre anni. Nel primo si accumulava esperienza e si tentava la qualificazione, nel secondo si puntava a piazzamenti e alla meglio a qualche vittoria isolata, e al terzo si poteva puntare al titolo. Questo portò ad avere piloti che ripetevano il campionato anche 4-5 volte e di conseguenza per privilegiare i giovani la CSAI nel 1992 varò una regola "ad hoc" per cacciare i senatori dalla terza formula. Ovvero venivano esclusi tutti quelli che avevano più di tre anni di esperienza in formula 3 o erano sopra i 26 anni d'età. La regola durò un anno giusto il tempo di vedere gli iscritti crollare dai i circa 50 del 1992 ai 32 del 1993. Ovviamente non fu colpa (solo) di questa regola, ma anche della crisi economica generale post-guerra del Kuwait e della crisi interna italiana causata da tangentopoli.
All'inizio del "periodo d'oro", nella stagione 1988 si verifica un bello "scontro a tre" fra Emanuele Naspetti pilota della Forti Corse, Mauro Martini che correva per Coperchini e Fabrizio Giovanardi del team Pre.Ma. La spuntò Naspetti all'ultima gara a Imola togliendo in modo rocambolesco un titolo che pareva già assegnato a Martini. Da notare un giovane emergente di nome Fabrizio Bettini che in alcuni gran premi si fece vedere, senza però ottenere un primo posto, a causa della sua Reynard 913 con un motore poco affidabile. Sempre in quell'anno si mise in luce vincendo una gara, il compagno di squadra di Naspetti, Gianni Morbidelli che per il 1989 fu promosso prima guida dal team Forti, e nonostante un avvio travolgente di Tamburini con la Reynard Camel del team Pre.ma (vinse le prime due prove del campionato italiano e la gara di Montecarlo) finì per dominare il campionato e vinsè anche la Coppa Europa a Misano. Si misero in luce durante la stagione anche Alex Zanardi con la Ralt-Toyota del team Racing for Europe e Montermini con la Reynard dell'Euroteam. Chi deluse ma aveva delle ottime scusanti fu Jacques Villeneuve. Il figlio del grande Gilles fu assunto probabilmente per motivi di marketing dalla Camel che gli fece avere un contratto di tre anni con il team Pre.ma. Ma non avendo a differenza di tutti i suoi colleghi nessuna esperienza kartistica o in formule promozionali faticò parecchio e riuscì a qualificarsi solo in poche gare. Il 1990 fu probabilmente l'anno di massima espansione della formula 3. La stagione vide diversi vincitori e nessun pilota che andò in fuga, tant'è che il titolo si risolse in volata all'ultima gara di Vallelunga con uno scontro fra Colciago con la Reynard del team Pre.ma. Alex Zanardi con la Dallara del team RC Motorsport e Max Angelelli con la Dallara del team Venturini. La corsa vide andare in testa e involarsi per la vittoria Jacques Villeneuve (diventato sempre più competitivo nel corso della stagione) ma l'aver anticipato la partenza (suo punto debole fra l'altro.) gli costò un minuto di penalizzazione che lo tolse dai giochi. Ereditò la testa allora il giovane Luca Badoer con una Ralt '89 del piccolo team MDR. Zanardi in seconda posizione le provò tutte per superarlo, mentre Colciago partito male riuscì a recuperare fino al terzo posto che poi gli darà il titolo, facendo interrompere l'egemonia della Dallara. Da ricordare di quell'annata stupenda la gara di Imola di giugno, quando il pilota Mika Häkkinen, che si stava giocando il titolo inglese al volante di una Ralt-Mugen Honda che in Italia non si era mai rivelata competitiva si presento a misurarsi con i piloti italiani e in barba alle dicerie sul declino del campionato inglese si permise di fare Pole, Vittoria e giro più veloce (rimanendo in testa dal primo all'ultimo giro). Gli italiani si presero la rivincita a Le Mans durante la Coppa Europa di quell'anno, manifestazione ormai in declino per scarsità di partecipanti ma che vedeva un'interessante sfida fra i migliori italiani e più forti tedeschi capitanati dal fresco campione di Germania Michael Schumacher.
Il 1991 sarà ancora una stagione d'alto livello, ma con il senno di poi si può dire che la formula 3 aveva già toccato il suo apice e ora si avviava nella fase discendente. Gli iscritti rimasero sempre sull'ordine del 45-50 a gara e iniziano ad arrivare i piloti stranieri. Oltre al solito Villeneuve, arrivano il brasiliano Palhares e Ventre e il francese Favero. A inizio stagione i favoriti al titolo sembrano essere proprio Villeneuve con la Reynard campione in carica del team Pre.ma. e la sorpresa del 1990 Max Angelelli. Le cose andranno molto diversamente. La Reynard si rivelò poco competitiva e il team Pre.ma. dopo Montecarlo la cambiò con la Ralt, mentre Angelelli non riuscì più ad esprimersi sui livelli del 1990 probabilmente per incomprensioni con il proprio team. Si mise il luce così Busi con la Dallara-Volkswagen del team Pi.Emme Motors che poi diventerà campione. A contendergli il titolo saranno Schiattarella con la Ralt del team Ravarotto e Luca Badoer con la Dallara del team Supercars che in estate otterrà 4 vittorie di seguito di cui la quarta poi revocata per via di una gomma non punzonata. L'episodio è l'esemplificazione del clima di veleni che si era instaurato in F3. Il 1992 fu la fine dell'epoca d'oro della F3. Il numero dei partecipanti è sempre alto, ma la crisi tecnica della Reynard (ormai assorbita completamente dalla Formula 3000) e finanziaria della Ralt resero o il campionato praticamente un monomarca, visto che la Dallara, grazie anche all'esperienza in F1 sforna ogni anno auto sempre più competitive, arrivando nel giro di 2-3 anni ad avere il monopolio completo in tutti i campionati di formula 3 europei.
Nella stagione 1992 i due protagonisti sono il redivivo Max Angelelli con la Dallara-Opel dell'RC motorsport e il brasiliano Niko Palhares con la Dallara/Mugen-Honda del team Tatuus, con il Bolognese che si aggiudica il titolo nella penultima prova di Vallelunga. Nell'ultima gara a vincere è per la prima volta in sette anni un deb del campionato: Giancarlo Fisichella che con la Dallara del team Ravarotto fa il colpo grosso sotto la pioggia di Imola. Nel 1993 la prima novità fu l'introduzione del motore Fiat, al posto dell'Alfa Romeo da parte di pressoché il 90% degli iscritti. Poi ci fu anche la regola che tolse di mezzo i "senatori" (ovvero non potevano partecipare al campionato chi aveva più di 26 anni o 3 stagioni di F3 in curriculum). Queste due novità fecero in modo che il campionato 1993 fu uno dei più equilibrati di tutti i tempi con addirittura 8 piloti in corsa per il titolo a 2 gare dalla fine. In ogni caso alla vigilia della gara conclusiva di Imola a giocarsi il titolo erano rimasti Fisichella del team Ravarotto, De Simone della Pre. Ma, e Pescatori con la Rossa numero 27 del team Supercars. E fu proprio quest'ultimo a sorpresa a vincere il titolo. Nel 1994 fu Giancarlo Fisichella con la Dallara opel dell'RC motorsport a vincere il titolo e fu anche l'ultimo campione di formula 3 Italiana ad arrivare in F1.

### La fine degli anni novanta e il nuovo millennio
A partire dal 1995 la Formula 3 italiana conobbe un periodo di crisi dettata da problemi economici e dalla concorrenza di campionati alternativi come la Formula 2000, la Superformula e la Formula 3 Club, serie aperte a vetture di F3 con un anno o più di anzianità che per via dei costi ridotti finirono per attirare non più solo attempati gentlemen ma anche giovai a con budget ridotti. Un tentativo di smorzare la crisi si fece nel 1996 spostando le Formula 2000 nello schieramento della Formula 3 ufficiale: le griglie si rimpinguarono, ma l'esperimento durò una sola stagione. Dopo un 1997 e un 1998 ancora di buon livello di partecipazioni nel 1999 la crisi esplose in tutta la sua gravità. Solo 10 macchine presero il via della gara di Vallelunga contro le 20 della Formula 3 Federale (campionato alternativo fondato nel 1997 che sfruttava telai potenzialmente ancora validi per il campionato ufficiale, legati però a motori Renault di diversa elaborazione uguale per tutti) e le 22-24 presentate dalla Formula 3 Club.
Nel 2000 nonostante vari sforzi del promoter romano Sergio Peroni la serie non vide aumenti degli iscritti e si registrò il minimo storico assoluto a Binetto con sole 6 macchine al via. Fatali furono il mantenimento della Formula 3 Federale e della Formula 3 Club, nonché l'introduzione della Formula Renault 2000 che alla prima gara raccolse qualcosa come 42 concorrenti. A fine stagione la CSAI revocò lo status di campionato italiano alla F3 che l'anno seguente fu relegata a Trofeo CSAI, sempre sotto la gestione di Sergio Peroni: abbinata a eventi minori, la serie vide finalmente ranghi unificati e decorosi. L'anno seguente la F3 ritornò dunque campionato italiano, conoscendo un momento di gloria a Imola con ben 32 monoposto in griglia, alcune delle quali provenienti dalla Germania.
Ma fu un fuoco di paglia e in questi ultimi anni la F3 nazionale continua a soffrire di griglie striminzite di 10-12 unità, danneggiata peraltro dalla reintroduzione della Formula 3 Club o della Formula 2000; mantiene comunque la titolazione di Campionato CSAI, al pari di altre categorie come SuperTurismo e Superstars le cui griglie lamentano eguale penuria di partenti e nel 2006, anno dell'introduzione della doppia gara per tutti gli eventi, le Formula 3 di Classe B (o Formula 2000) sono state di nuovo reintegrate nei ranghi del Campionato Nazionale di Formula 3 concorrendo a un Trofeo interno.

Le griglie sono ritornate su medie di 20-22 partenti e nella classe superiore ci sono diversi giovani talenti in grado di dire la loro nella conquista del titolo.
A partire dalla stagione 2008 è stato fatto un accordo triennale con Fiat Powertrain Technologies per la fornitura unica del motore con lo scopo da ridurre i costi.
Il 2008 segna una rinascita per la F3 italiana che grazie alla fornitura dei motori della Fiat Powertrain Technologies e all'introduzione delle nuove vetture della Dallara; ma soprattutto dall'accordo sancito con la Scuderia Ferrari di Formula 1 ha portato l'interesse di piloti, scuderie e sponsor al campionato: tale accordo prevede che i primi 3 della classifica a fine campionato svolgano un test con la Ferrari di Formula 1. Tale privilegio è toccato a Mirko Bortolotti, Edoardo Piscopo e Salvatore Ciccatelli; il test si è svolto sul circuito di Fiorano e la cosa che ha suscitato clamore è il fatto che il vincitore del campionato Bortolotti abbia fatto segnare il record della pista, sottraendolo al pilota ufficiale della Ferrari Kimi Räikkönen.
Nel 2009 la Formula 3 italiana vive una stagione ancora migliore della precedente, con una media partenti di una ventina di vetture grazie al ritorno di scuderie storiche, che avevano abbandonato il campionato e con l'arrivo di piloti stranieri. In più nel 2009 ha debuttato nella Formula 3 italiana anche un altro costruttore di telai, la francese Mygale, introdotta nel campionato dal team milanese Alan Racing guidato da Alberto Locatelli e portato in pista dai piloti Sanchez Lopez e Fabrizio Comi. Proprio la presenza di un secondo costruttore ha generato una maggiore disputa e interesse nella stagione. Il campionato 2009 è stato vinto da Daniel Zampieri su Pablo Sánchez López e Marco Zipoli. Per il 2010 il campionato ha effettuato anche gare all'estero e ha visto l'arrivo di nuove scuderie, che ha portato il numero di partenti tra le 25-30 vetture.
Dopo il 2012, il Campionato italiano, precedentemente annunciato dalla ACI-CSAI, è stato cancellato per l'impossibilità di continuare con gli attuali telai e per le difficoltà dei team ad acquistare i nuovi telai in uso per il triennio 2012-2014, per il 2014, della Formula 4. Quest'azione è stata effettuata anche per supportare il Campionato europeo FIA di Formula 3.

## Albo d'oro
| Stagione | Campione Italiano Formula 3 | Campione Italiano Formula 3       | Campione Italiano Formula 3  |
| Stagione | Pilota                      | Vettura                           | Team                         |
| -------- | --------------------------- | --------------------------------- | ---------------------------- |
| 1964     | Giacomo "Geki" Russo        | De Sanctis-Ford                   | Scuderia Madunina            |
| 1965     | Andrea de Adamich           | Brabham-Ford Lola-Ford            | Jolly Club                   |
| 1966     | Ernesto Brambilla           | Brabham-Ford                      | Scuderia Madunina            |
| 1967     | Annullato                   | Annullato                         | Annullato                    |
| 1968     | Franco Bernabei             | Tecno-Ford                        | Bernabei                     |
| 1969     | Gian Luigi Picchi           | Tecno-Ford                        |                              |
| 1970     | Giovanni Salvati            | Tecno 70-Ford                     | Salvati                      |
| 1971     | Giancarlo Naddeo            | Tecno-Ford                        | Naddeo                       |
| 1972     | Vittorio Brambilla          | Birel-Alfa Romeo Brabham-Ford     | Team Brambilla               |
| 1973     | Carlo Giorgio               | Ensign-Ford March-Ford            | Jolly Club Trivellato Racing |
| 1974     | Alberto Colombo             | GRD-Ford March-Toyota             | Scuderia Del Lario           |
| 1975     | Luciano Pavesi              | Brabham-Toyota March-Toyota       | Ala d'Oro                    |
| 1976     | Riccardo Patrese            | Chevron-Toyota                    | Trivellato Racing            |
| 1977     | Elio De Angelis             | Chevron-Toyota Ralt-Toyota        | Trivellato Racing            |
| 1978     | Siegfried Stohr             | Chevron-Toyota                    | Trivellato Racing            |
| 1979     | Piercarlo Ghinzani          | March-Alfa Romeo                  | Euroracing                   |
| 1980     | Guido Pardini               | Dallara-Toyota                    | Ravarotto                    |
| 1981     | Eddy Bianchi                | Martini-Alfa Romeo Martini-Toyota | Del Porto                    |
| 1982     | Enzo Coloni                 | March-Alfa Romeo Ralt-Alfa Romeo  | Coloni Motorsport            |
| 1983     | Ivan Capelli                | Ralt-Alfa Romeo                   | Coloni Motorsport            |
| 1984     | Alessandro Santin           | Ralt-Alfa Romeo                   | Coloni Motorsport            |
| 1985     | Franco Forini               | Dallara-VW                        | Forti Corse                  |
| 1986     | Nicola Larini               | Dallara-Alfa Romeo                | Coloni Motorsport            |
| 1987     | Enrico Bertaggia            | Dallara-Alfa Romeo                | Forti Corse                  |
| 1988     | Emanuele Naspetti           | Dallara-Alfa Romeo                | Forti Corse                  |
| 1989     | Gianni Morbidelli           | Dallara-Alfa Romeo                | Forti Corse                  |
| 1990     | Roberto Colciago            | Reynard-Alfa Romeo                | Premaracing                  |
| 1991     | Giambattista Busi           | Dallara-VW                        | PiEmme                       |
| 1992     | Massimiliano Angelelli      | Dallara-Opel                      | RC Motorsport                |
| 1993     | Christian Pescatori         | Dallara-Fiat                      | Supercars                    |
| 1994     | Giancarlo Fisichella        | Dallara-Opel                      | RC Motorsport                |
| 1995     | Luca Rangoni                | Dallara-Fiat                      | EF Project                   |
| 1996     | Andrea Boldrini             | Dallara-Opel                      | RC Motorsport                |
| 1997     | Oliver Martini              | Dallara-Opel                      | RC Motorsport                |
| 1998     | Donny Crevels               | Dallara-Opel                      | Prema Powerteam              |
| 1999     | Peter Sundberg              | Dallara-Opel                      | Prema Powerteam              |
| 2000     | Davide Uboldi               | Dallara-Opel                      | Uboldi Motorsport            |
| 2001     | Lorenzo Del Gallo           | Dallara-Fiat                      | Scuderia Del Gallo           |
| 2002     | Miloš Pavlović              | Dallara-Opel                      | Target Conrero               |
| 2003     | Fausto Ippoliti             | Dallara-Opel                      | Target Conrero               |
| 2004     | Matteo Cressoni             | Dallara-Mugen                     | Ombra Racing                 |
| 2005     | Luigi Ferrara               | Dallara-Mugen                     | Corbetta                     |
| 2006     | Mauro Massironi             | Dallara-Opel                      | Passoli                      |
| 2007     | Paolo Maria Nocera          | Dallara-Opel                      | Lucidi Motors                |
| 2008     | Mirko Bortolotti            | Dallara-FPT                       | Lucidi Motors                |
| 2009     | Daniel Zampieri             | Dallara-FPT                       | BVM-Target                   |
| 2010     | César Ramos                 | Dallara-FPT                       | BVM-Target                   |
| 2011     | Sergio Campana              | Dallara-FPT                       | BVM-Target                   |
| 2012     | E: Riccardo Agostini        | Mygale-FPT                        | JD Motorsport                |
| 2012     | I: Riccardo Agostini        | Mygale-FPT                        | JD Motorsport                |